# Silec
Silec (niem. Schülzen) – wieś w Polsce, położona w województwie warmińsko-mazurskim, w powiecie kętrzyńskim, w gminie Srokowo. 
W latach 1975–1998 miejscowość administracyjnie należała do województwa olsztyńskiego.
Silec jest sołectwem do którego należą: Podlasie, Silec, Siemkowo i Silecki Folwark. Wieś położona jest przy wschodnim brzegu jeziora Silec.

## Integralne części wsi
| SIMC    | Nazwa           | Rodzaj     |
| ------- | --------------- | ---------- |
| 0488533 | Podlasie        | części wsi |
| 0488540 | Siemkowo        | części wsi |
| 0488556 | Silecki Folwark | części wsi |

## Historia
Wieś w roku 1437 miała 54 włóki. W XVI wieku mieszkała tu szlachecka rodzina Moczydłowskich. 
W 1913 roku właścicielem majątku ziemskiego o powierzchni 321 ha był H. Krosta, a później Waupke. Właścicielem mniejszego majątku o powierzchni 91 ha przed rokiem 1945 był tu Anton Grűnberg. Po II wojnie światowej powstała tu wieś chłopska.
Budynek szkoły w Silcu wybudowany został w 1911 roku. Przed rokiem 1945 funkcjonowała tu szkoła dwuklasowa. Po II wojnie światowej szkoła została ponownie uruchomiona. W roku 1970 była to szkoła podstawowa ośmioklasowa. Po likwidacji szkoły jej budynek został sprzedany.
W roku 1817 w Silcu były 23 domy w których mieszkało 147 osób. W roku 1925 w Silcu razem z przysiółkami mieszkało 431 osób, a w 1939 r. mieszkało tu 369 osób. Liczba mieszkańców Silca w roku 1970 wynosiła 283 osoby.